# Massey Ferguson 399
Massey Ferguson 399 — трактор производства Massey Ferguson, выпущенный в 1987 году. Самый мощный представитель 300-й серии, построенный на заводе Banner Lane в Ковентри (Великобритания).

## Внешний вид
Сначала трактор был представлен с чёрной кабиной, похожий на своего предшественника, серию Massey Ferguson 600. Его ярко-красный внешний вид выделялся, когда в 1988 году была представлена модель с серебряной кабиной «Hi-line», выполненной по последнему слову техники.

## Двигатель
399-я модель в стандартной комплектации изначально комплектовалась 97-сильным 6-цилиндровым дизельным двигателем Perkins А6.354. Затем в 1991 году двигатель был заменён на 104-сильный Perkins 1006 серии, а кабина обновлена . Компания не переживала такого взлёта продаж с серией тракторов с момента её основания десятилетиями ранее. 1994-1996 годы выдались для Massey Ferguson удачными — продажи в Ирландии и Великобритании были рекордными. Основными причинами успеха стали надёжность, превосходная кабина, функциональность и мощный двигатель, который позднее на части машин усиливался турбонаддувом до 125/130 лошадиных сил, благодаря чему фермер получал лёгкий, но мощный трактор для работы там, где массивная техника могла бы повредить урожай.

## Трансмиссия
После старта производства и до 1991 года трактор Massey Ferguson 399 был доступен с реверсивной коробкой передач, обеспечивающей 12 передач переднего и 4 передачи заднего хода. Затем была введена коробка на 12 передних и 12 задних передач. Четыре года спустя была введена ещё более функциональная коробка — на 18 передний и 6 задних передач, похожая на те, что устанавливались на более ранних моделях Massey Ferguson. 339-я модель комплектовалась обеими последними версии коробки до самого прекращения её производства, в продаже были доступны версии, развивающие скорость 30 или 40 км/ч.

## Оборудование
В США и Ирландии тракторы Speedshift предлагались с передними крыльями, мигающими янтарными маяками и задним омывателем в качестве стандартного оборудования в модификациях с передним и полным приводом, причем продажи последних были выше. Трактор оставался в производстве до 1997 года, когда была запущена серия 4200, и 399-я модель была заменена на Massey Ferguson 4270.